# Elly Cordiviola

## Reseña biográfica
Elly Ana Cordiviola de Yuan (Santo Tomé, provincia de Santa Fe, 7 de agosto de 1940 - 18 de agosto de 2024) fue una científica argentina pionera del campo de la ictiología, reconocida por su trabajo dedicado al conocimiento de los peces del río Paraná.
Graduada como profesora de enseñanza secundaria normal y especial en Ciencias Naturales en la Universidad Nacional del Litoral, Cordiviola se especializó en Zoología, siendo su tema de investigación la Biología Pesquera. En 1960 fue socia fundadora de la Asociación de Ciencias Naturales del Litoral.
Cordiviola inició su carrera científica en 1961 como becaria del CONICET, siendo su tema la determinación de la edad y crecimiento en los peces del Paraná medio. Entre enero de 1977 y marzo de 1984 se desempeñó como Directora a cargo del Instituto Nacional de Limnología (INALI), dependiente de CONICET y la Universidad Nacional del Litoral. Posteriormente, se desempeñó como directora interina, entre marzo de 1997 y octubre de 2001. 
Su obra incluye más de 50 trabajos científicos publicados, artículos de divulgación y participación en capítulos de libros. Junto a sus colegas Argentino Bonetto, Clarice Pignalberi y Olga Oliveros, formó parte del grupo de trabajo pionero en el área, aportando al conocimiento de la biodiversidad de peces de la región, sus ciclos reproductivos, grandes migraciones y nuevas especies. Fue parte de los primeros equipos de investigadores del Instituto Nacional de Limnología, participando de los trabajos sobre comunidades ícticas de las lagunas del río Salado, liderados por el Dr. Bonetto, que recibieron el reconocimiento de académicos de todo el mundo.  También tuvo un rol destacado en la dirección de proyectos de investigación y formación de recursos humanos (dirección de becarios, investigadores y tesistas). Fue además editora y directora de varias revistas científicas. 
Se retiró de la actividad en julio de 2002, siendo Investigadora Independiente del CONICET. Luego de su jubilación, continuó en el INALI, siendo contratada para realizar estudios en el humedal Jaaukanigás (Sitio Ramsar, Provincia de Santa Fe).

## Vida personal
Su esposo falleció a los siete años de casados, teniendo sus hijas dos y cuatro años respectivamente. Además de su actividad académica, Cordiviola dedicó parte de su tiempo a trabajar con los indígenas de El Impenetrable, en la provincia del Chaco.

## Fallecimiento
Su fallecimiento, el 18 de agosto de 2024 fue lamentado por la comunidad académica del área. Sus colegas del INALI destacan que:
En tiempos en los que la participación en el mundo del trabajo, particularmente en el desarrollo de la ciencia y la tecnología, eran difíciles para las mujeres, Elly supo abrir caminos, conducir, liderar y llevar adelante sus proyectos y los de las instituciones que integró, con esa prepotencia de trabajo que no todos tienen. Mientras avanzaba su carrera, crecieron sus hijas a las que se dedicó con inmenso amor, asumiendo las responsabilidades de su hogar cuando su compañero se marchó tempranamente. Ante las dificultades y problemas, no se rindió y siempre luchó con carácter y decisión.  Así, no dudó en buscar otras alternativas laborales cuando el salario de CyT no alcanzó.

## Distinciones
Recibió numerosas distinciones: 
- Premio Conquistador de Bronce, estatuilla y medalla de oro al Instituto Nacional de Limnología por la destacada labor científica desarrollada. Rosario (Prov. de Sta. Fe). 11/71.
- Diploma como Miembro Fundador de la Asociación de Ciencias Naturales del Litoral, en oportunidad de celebrarse el XXV Aniversario de su creación. Santa Fe, 25/10/85.
- Diploma y medalla como Miembro Fundador del Instituto Nacional de Limnología (INALI-CONICET), al celebrarse el XXV Aniversario de su creación. Santo Tomé (Santa Fe). 21/ 08/87.
- Plaqueta al Instituto Nacional de Limnología, otorgada por la Municipalidad de Santo Tomé (Santa Fe). En reconocimiento por las investigaciones realizadas en el área. Santo Tomé (Santa Fe), 12/89.
- Diploma de Honor al Instituto Nacional de Limnología, otorgado por la Secretaría de Estado y Promoción Comunitaria. Subsecretaría de Desarrollo Comunitario de la Prov. de Santa Fe. En reconocimiento por las investigaciones científicas desarrolladas en el área. Santa Fe, 1989.
- Mención Honorífica al Instituto Nacional de Limnología por su labor científica en el campo de la Limnología, otorgado por la Asociación Argentina de Limnología. RAL'91. La Plata.
- Diploma de Honor al Instituto Nacional de Limnología por 30 años de fecunda labor en el campo de la Limnología, otorgado por la Asociación de Ciencias Naturales del Litoral. Paraná (E.R.), 16/10/92.
- Premio al Mérito al Instituto Nacional de Limnología por su relevante trayectoria científica, otorgado por la Asociación Argentina de Limnología. San Miguel de Tucumán (Prov. de Tucumán), 23/09/94.
- Mención de Honor por su valiosa contribución al estudio y desarrollo de la Ictiología Continental Argentina. Otorgado por el Instituto de Limnología “Dr. Raúl Ringuelet” (CONICET-UNLP). La Plata, prov. de Buenos Aires, 05/11/97.
- Mención a la Mujer Santotomesina destacada dentro del ámbito científico en beneficio de la comunidad. Municipalidad de Santo Tomé (Provincia de Santa Fe). 30/03/01.
- Diploma en reconocimiento a su destacada contribución al desarrollo de la ciencia (a propuesta del CERIDE). Cámara de Diputados de la Provincia de Santa Fe. Sesión Especial en conmemoración del Día Internacional de la Mujer. Santa Fe. 12/07L/01.
- Título de Honor, Instituto Argentino de la Excelencia. Primer premio Nacional a la Excelencia 2001. Por su tarea humanitaria y de investigación. Patrocinado por Credi Bica y Bica Viajes. Santo Tomé (Santa Fe). 13/09/01.
- Reconocimiento a los 50 años de labor ininterrumpida en el CONICET. Acto con entrega de medalla conmemorativa. UNL, CCT. INALI. Santa Fe. 18/ 03/ 2011.[7]
- Dama Notable. Plaqueta `por su permanente y desinteresada actividad solidaria en el ámbito de nuestra comunidad.. División Eventos. Municipalidad de Santo Tomé (Prov. de Santa Fe). 08/06/2012